# الاحتلال النمساوي المجري لصربيا
الاحتلال النمساوي المجري لصربيا (بالألمانية: k.u.k. Militärverwaltung in Serbien ، بالمجرية: cs. és k. Katonai igazgatás Szerbiában).احتلال عسكري لصربيا من قبل القوات المسلحة النمساوية المجرية، استمر منذ خريف عام 1915 حتى نهاية الحرب العالمية الأولى.
نشبت الحرب العالمية الأولى مع إعلان الإمبراطورية النمساوية المجرية الحرب على صربيا في 28 يوليو عام 1914. فبعد ثلاثة اعتداءات باءت بالفشل للقوات النمساوية المجرية في الفترة ما بين أغسطس وديسمبر لعام 1914، اخترقت حملة مشتركة نمساوية مجرية وألمانية الأراضي الصربية من الشمال والغرب في أكتوبر عام 1915 بينما هاجم الجيش البلغاري من الجنوب الشرقي. بحلول يناير عام 1916، كانت قوى المركز قد احتلت أراضي صربيا كاملةً.
قُسِّمت صربيا إلى منطقتي احتلال منفصلتين، منطقة بلغارية ومنطقة نمساوية مجرية، وكلاهما خضعتا لإدارة عسكرية. رفضت ألمانيا الاستحواذ على منطقة خاصة بها وأحكمت سيطرتها بالمقابل على السكك الحديدية والمناجم والحراجة والموارد الزراعية في كلا المنطقتين المحتلتين. غطت منطقة الاحتلال النمساوية المجرية ثلاثة أرباع الجزء الشمالي من صربيا، حكمتها محافظة صربيا العسكرية العامة، وهي هيئة إدارية أنشأها الجيش النمساوي المجري يرأسها حاكم عسكري يؤيده مفوض مدني. والهدف من السلطة الجديدة هو تجريد السكان الصرب من جنسيتهم وتحويل البلد إلى إقليم يُستنزف منه الغذاء وتُستغل موارده الاقتصادية.
فضلًا عن النظام القانوني العسكري الصارم، حُظِرت كافة التنظيمات السياسية والتجمع العام وأُخضعت المدارس للسيطرة واستُحدِث نظام مجحف من الاستغلال الاقتصادي. سُحِقت جميع الانتفاضات بأقسى التدابير، بما في ذلك الإعدام العلني شنقًا أو رميًا بالرصاص. خلال فترة الاحتلال، جرى ترحيل بين 150 إلى 200 ألف من الرجال والنساء والأطفال إلى المخيمات  التي بُنيت خصيصًا لهذا الغرض في الأراضي النمساوية-المجرية، وأبرزها آشاخ أن دير دوناو في النمسا، وناغميجر وأراد وكيكسكيميت في المجر.
أدى النصر الذي حققته جبهة مقدونيا في أكتوبر عام 1918 المتبوع بتحرير بلغراد في 1 نوفمبر إلى إنهاء احتلال البلاد.

## الخلفية
بعد اغتيال وريث هابسبورغ فرانس فرديناند على يد طالب من صرب البوسنة، اقتضت هيبة الإمبراطورية النمساوية المجرية شن هجوم لمعاقبة الدولة التي اعتبروها مسؤولة عن الحادثة. وكانت القيادة العسكرية النمساوية مصممة على تدمير الاستقلال الصربي الذي اعتبروه تهديدًا غير مقبول لمستقبل الإمبراطورية وسكانها السلاف الجنوبيين.
في 28 يوليو عام 1914، وبعد شهر من مقتل الأرشيدوق وزوجته، أعلنت الإمبراطورية النمساوية المجرية الحرب على صربيا، بدأت مدافع هابسبورغ المتمركزة في سيملين على نهر سافا بالفور العمليات الحربية بقصف بلغراد، وهذا ما أشعل فتيل الحرب العالمية الأولى. أُوكلت العمليات ضد صربيا لجنرال المدفعية (بالألمانية: Feldzeugmeister) أوسكار بوتيورك، الحاكم العام للبوسنة والهرسك، وفي صباح يوم 12 أغسطس 1914 بدأ أول اجتياح لصربيا.

### الحملة التأديبية والاحتلال الأول

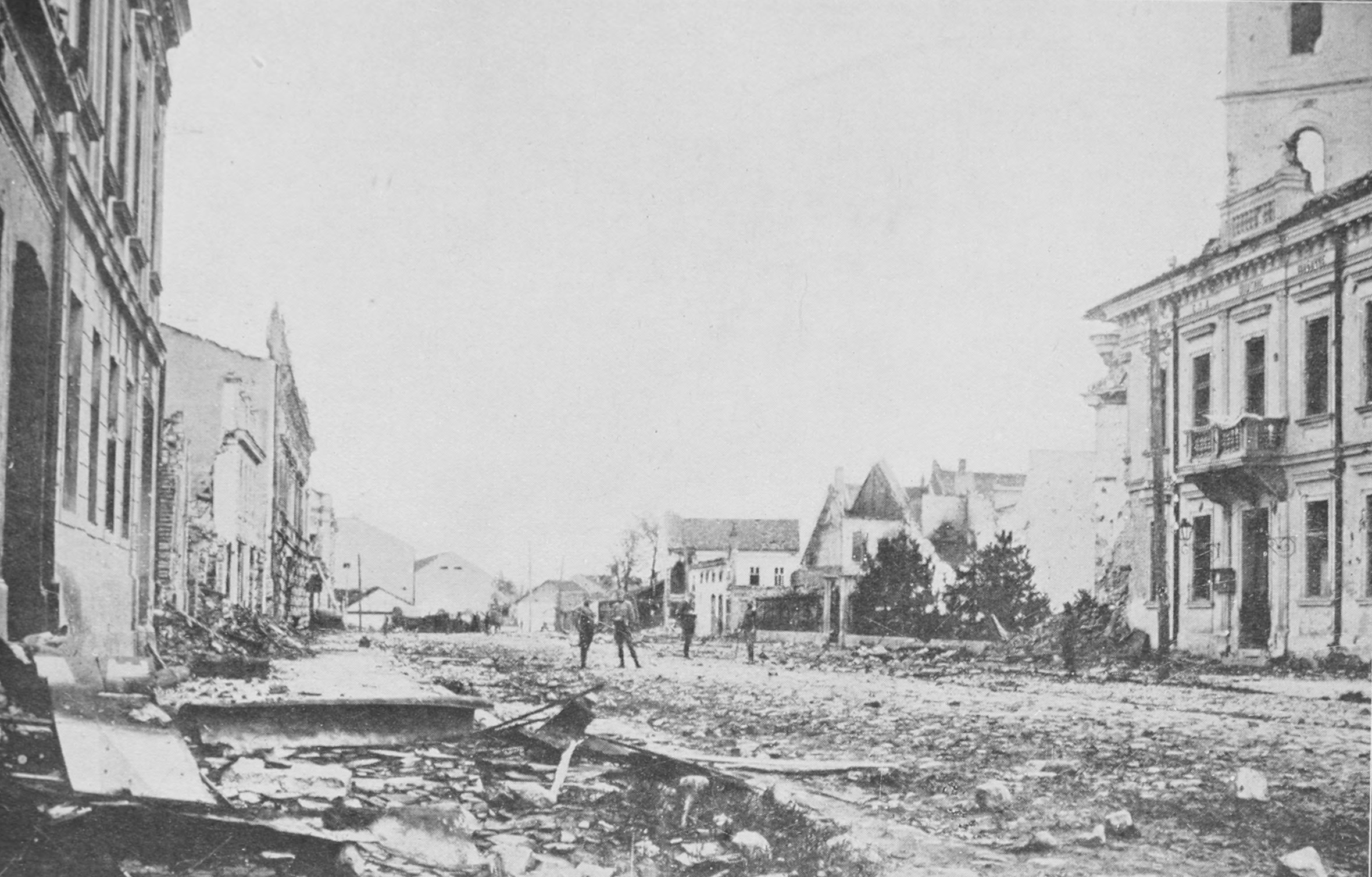
بلدة شاباتس، جنوب نهر سافا، أول أهداف الحملة النمساوية المجرية التأديبية، أغسطس 1914.

خلال الاجتياح الأول لصربيا في أغسطس 1914، الذي لٌقِّب باسم (الحملة التأديبية)(بالألمانية: Strafexpedition)، احتلت القوات النمساوية المجرية الأراضي الصربية لمدة 13 يومًا. تحول الاحتلال الأول هذا إلى حرب إبادة وحشية مصحوبة بمذابح ضد المدنيين واحتجاز الرهائن؛ وارتكبت القوات النمساوية المجرية عددًا من الفظائع بحق السكان الصرب، لا سيما في منطقة ماتشفا. وخلال تلك الفترة، قُتل ما يتراوح بين 3500 و4000 من المدنيين الصرب في عمليات إعدام وأعمال عنف عشوائية نفذتها القوات المغيرة.
ارتُكبت عمليات إعدام جماعية في العديد من مدن شمال صربيا. في 17 أغسطس 1914، في بلدة شاباتس الصربية، أطلقت النار على 120 مدني معظمهم من النساء والأطفال والمسنين ممن كانوا قد احتُجِزوا ضمن كنيسة في وقت سابق، ودُفنوا في ساحة الكنيسة من قبل القوات النمساوية المجرية استجابةً لأوامر المشير الملازم كازيمير فون لوتغندورف؛ أما ما تبقى من السكان فقد ضُربوا حتى الموت أو جرى شنقهم أو طعنهم أو تشويههم أو حرقوا أحياءً.

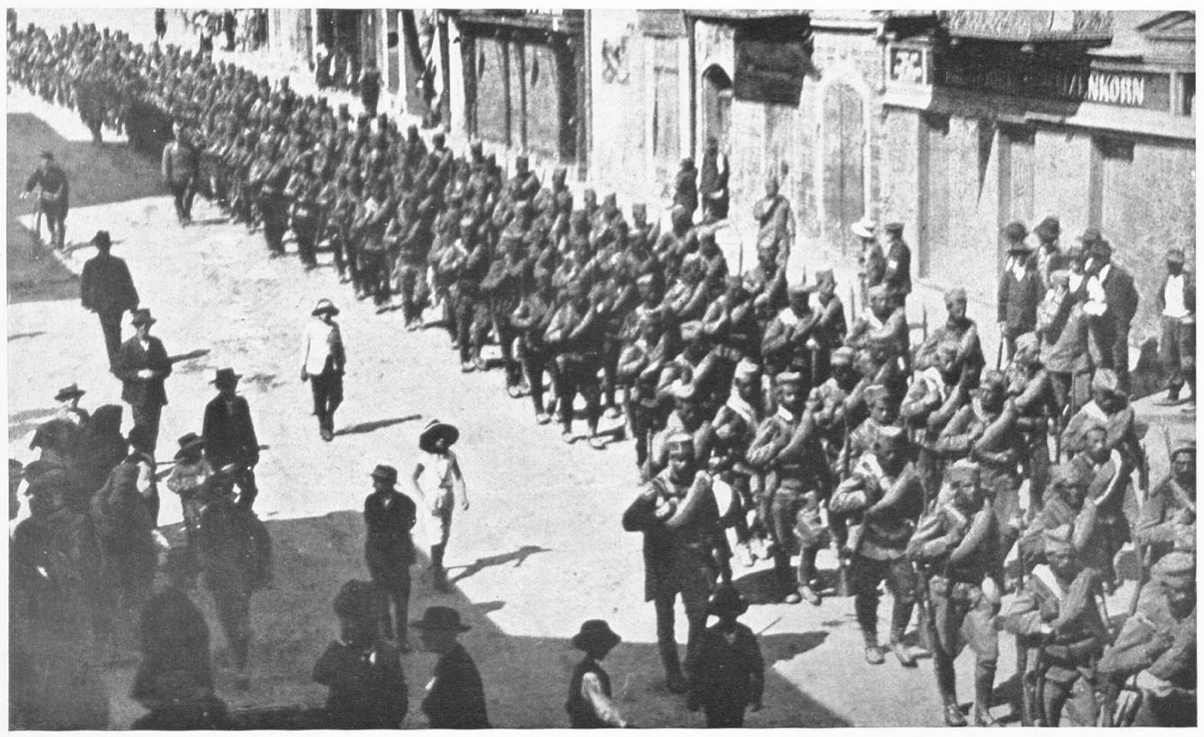
القوات الصربية تسير عبر مدينة سيملين بعد تحرير بلغراد ودخولها الإمبراطورية النمساوية المجرية في ديسمبر 1914.

لم تُرتكب هذه الممارسات وسط فوضى المعركة بل كانت منسقة ومخطط لها على أعلى مستوى. كثيرًا ما تُركِت الجثث معلقة على المشنقة أو الأشجار أو مصابيح الشوارع لأيام كرادع ودليل على صرامة الجيش الشرس في التعامل مع المشتبه فيهم بأقصى قدر من القسوة. التُقِطت الصور للعديد من عمليات الإعدام من قبل الجنود والضباط، ونُسخت بعض الصور كبطاقات بريدية وبيعت من خلال منافذ البيع الرسمية للجيش النمساوي المجري. أبلغ عالِم الجريمة الريادي البروفيسور السويسري أرشيبالد ريس عن الفظائع المتعددة التي ارتكبها الجيش النمساوي-المجري في تقرير قُدِم إلى مؤتمر باريس للسلام في عام 1919.
بعد الاجتياح الثاني في نوفمبر 1914، استُولي على بلغراد، وقُسِّمت الأراضي المحتلة إلى خمس قيادات محافظات (بالألمانية: Etappenbezirkommando). وفي أوائل ديسمبر، تمكن الصرب رغم كل التحديات من التصدي لقوات بوتيورك وإلحاق هزيمة ساحقة بهم في معركة كولوبارا. وبحلول 15 ديسمبر انتهت حملة الانتقام النمساوية المجرية وسار الجيش الصربي عبر مدينة سيملين بعد أن عبر الحدود مطارًدا قوات العدو المتبقية.
وجَه الإذلال على يد مملكة صغيرة من الفلاحين البلقان ضربة موجعة لكبرياء وهيبة الملكية المزدوجة وجيشها، وعلى الرغم من فشل النمسا والمجر في سحق صربيا، فقد أرهق الصرب قدراتهم العسكرية واضطروا إلى مواجهة وباء حمى التيفوئيد الذي زاد من إنهاك الجيش والسكان المدنيين. حثت ألمانيا الإمبراطورية النمساوية المجرية على استعادة هيبتها المفقودة من خلال هجوم آخر ضد صربيا، حتى في ظل الخطورة العالية للحرب مع روسيا. لم ينظر القائد الأعلى للنمسا-المجر بالأمر إلا بعد مرور عام تقريبًا عندما ضُمِنت مشاركة بلغاريا.

### حملة قوى المركز
في سبتمبر 1915، تم التوقيع على اتفاقية سرية واتفاقية عسكرية بين قوى المركز وبلغاريا في بليسا. وفي أكتوبر سقطت صربيا أمام غزو مشترك ألماني ونمساوي مجري وبلغاري جاء في أعقاب هجوم قوى المركز. أدى التفوق الهائل في أعداد الغزاة ومعداتهم ولا سيما المدفعية والتدخل الفاشل للقوات البريطانية والفرنسية إلى نجاح الحملة في غضون 6 أسابيع.
في حين أن الأهداف الاستراتيجية المحددة قبل الهجوم قد تحققت، لم يتحقق النصر النهائي على الجيش الصربي لأن الصرب لم يستسلموا بل تراجعوا عبر جبال ألبانيا والجبل الأسود إلى المنفى مع الحكومة والعائلة الملكية وبيتر الأول ملك صربيا ومئات الآلاف من المدنيين. أمضى الجيش الصربي بقية الحرب في القتال ضد القوات البلغارية والألمانية على جبهة مقدونيا. وفي أواخر عام 1915 ، كانت صربيا قد قُسمت بين المنتصرين الذين أنشأ كل منهم أنظمة احتلالية عسكرية.